# أليس أرش
أليس أرش (بالإنجليزية: Alice Arch)‏ هي مجدفة أسترالية، ولدت في 5 يناير 1994.

## وصلات خارجية
- أليس أرش على موقع الاتحاد الدولي للتجديف (الإنجليزية)